# Pycnocephalus argentinus
Pycnocephalus argentinus is een keversoort uit de familie Cybocephalidae. De wetenschappelijke naam van de soort is voor het eerst geldig gepubliceerd in 1922 door Brethes.